# Capanna Buffalora
La capanna Buffalora è un rifugio alpino, situato a 2.078 m s.l.m. nel territorio del comune di Rossa, in valle Calanca, una laterale della valle Mesolcina nella regione Moesa.

## Ascensioni
- Cima de Nomnom - 2.633 m